# Biblioteca Pública Arturo Uslar Pietri
Biblioteca Pública Arturo Uslar Pietri es una biblioteca de acceso público localizada en la ciudad y municipio de Maracaibo, del estado Zulia, al noroccidente del país sudamericano de Venezuela. Se ubica específicamente en el Barrio Libertador, entre las Avenidas 9B y La Limpia. Lleva ese nombre en honor del escritor y político venezolano Arturo Uslar Pietri.